# Genderbevestigende operatie
Een genderbevestigende operatie (ook wel een geslachtsaanpassende operatie genoemd) is een chirurgische behandeling of reeks van ingrepen waarbij iemands uiterlijk en geslachtskenmerken worden aangepast om in lijn te zijn met het gender waarmee men zich identificeert. Dergelijke operaties worden doorgaans uitgevoerd als onderdeel van de genderbevestigende zorg bij trans mensen, maar ook bij intersekse of cisgender mensen.
Genderbevestigende operaties kunnen bestaan uit ingrepen aan het bovenlichaam (met een Engelse term ook wel 'top surgery' genoemd) of aan het onderlichaam (Engels: 'bottom surgery'). Bij 'top surgery' worden de borsten (bij een transman) verwijderd of (bij een transvrouw) vergroot. Bij een 'bottom surgery' kunnen aanpassingen gedaan worden aan innerlijke (baarmoeder, eileiders, vagina) of uiterlijke (penis, scrotum, vulva) geslachtskenmerken.

## Geschiedenis
De eerste geslachtsaanpassende operaties werden in 1912 in Berlijn uitgevoerd door chirurg Richard Mühsam. Een ander vroeg voorbeeld was de operatie van Lili Elbe in 1930, waarbij er een eierstokkentransplantatie gedaan werd. Elbe overleed aan de complicaties van deze operatie, omdat het lichaam de eierstokken afstootte. Erwin Gohrbandt, de chirurg die betrokken was bij de operatie van Elbe, zou in 1931 de eerst bekende succesvolle vaginoplastiek uitvoeren bij Dora Richter. Na haar zou hij de operatie herhalen op enkele andere patiënten.
In 1936 had de Tsjecho-Slowaakse atleet Zdeněk Koubek zijn genderbevestigende operatie. Hij was een van de eerste internationaal bekende sporters die een gendertransitie onderging en zijn verhaal werd breed gedeeld in de internationale media. Het fenomeen kreeg in 1952 Amerikaanse media-aandacht voor de Amerikaanse transvrouw Christine Jorgensen. Een andere zaak was de geslachtsaanpassing van David Reimer door seksuoloog John Money in de jaren ‘60. Sinds de jaren 2000 worden er tevens geslachtsaanpassende operaties gedaan bij jongvolwassenen waarbij er vooraf puberteitsremmers toegediend worden. Nederland en de Verenigde Staten waren beide pioniers op dit medische gebied.

## Transgenderzorg in Nederland
Tot 2016 werd de transgenderzorg in Nederland voornamelijk aangeboden door Amsterdam UMC (voorheen VUmc, Kennis- en Zorgcentrum Genderdysforie (KZcG)). Daarnaast werd een veel kleiner aantal personen behandeld door het UMCG in Groningen.
In 2018 meldde de regering in antwoord op Kamervragen dat de wachttijden toenamen omdat de aanzienlijke capaciteitsgroei die de voorgaande jaren was gerealiseerd bij de gendercentra van het Amsterdam UMC en het UMCG de sterke en aanhoudende toename van zorgvragen niet meer kon bijbenen.
Volgens een rapport van de Nederlandse overheid zijn er in 2022 veertien aanbieders van psychologische zorg, veertien van endocrinologische zorg en vier klinieken, naast Amsterdam UMC en UMCG, die operaties uitvoeren. Sommige van deze klinieken of ziekenhuizen beperken zich tot borstoperaties of richten zich op specifieke doelgroepen, bijvoorbeeld jongeren. Naast Amsterdam UMC en UMCG biedt onder andere de Medische Kliniek Velsen sinds 2020 ook geslachtsaanpassende operaties voor man-naar-vrouw- en vrouw-naar-mantransgenders. Ondanks deze toename van capaciteit blijven de wachttijden nog hoog. Daarom kiezen sommige transgender personen voor een behandeling in bijvoorbeeld Thailand, Duitsland, België of Canada. Omdat een volledige vergoeding vanuit de zorgverzekering hiervoor niet altijd mogelijk is, en er meer aanbod voor chirurgische behandelingen in Nederland komt, neemt dit aantal af.

## Procedure bij transmannen (VM,FTM)
Bij een transman (vrouw-naar-mantransgender) wordt vaak eerst top surgery uitgevoerd, en wel een subcutane mastectomie (verwijdering van de borsten met behoud van de tepels), in dit verband ook masculinizing chest reconstruction (vermannelijkende borstreconstructie) genoemd, of FTM chest reconstruction (VM borstreconstructie), of male chest reconstruction (mannelijke borstreconstructie). Dit geeft littekens, vaak onder de plaats waar de borsten waren. Als de borsten klein zijn en de huid strak/elastisch genoeg is, wordt ook wel een kijkoperatie uitgevoerd, waarbij borstweefsel wordt verwijderd via kleine sneetjes onder de tepels, en geen huid wordt verwijderd. Er zijn dan nauwelijks littekens zichtbaar. Deze operatie mag in Nederland gedaan worden vanaf 16 jaar.
Vervolgens kan worden gekozen voor een constructie van een kleine penis, de metaidoioplastiek, of een grotere penis, de falloplastiek. Vaak is er door de hormoonbehandeling de clitoris al gaan groeien waardoor een micropenis is ontstaan. Bij zowel een metaidoioplastiek als falloplastiek moet ook de gehele vagina verwijderd worden als een verlenging van de plasbuis gewenst is. Van de buitenste schaamlippen wordt vervolgens een balzak geconstrueerd en van de binnenste schaamlippen wordt een plasbuis gevormd. Een falloplastiek wordt doorgaans gemaakt van de huid van de onderarm maar dit kan ook het bovenbeen zijn of een combinatie hiervan.
Soms worden ook de eierstokken verwijderd. In sommige jurisdicties was dit in het verleden nodig om het geslacht te kunnen aanpassen bij de overheid, omdat een transman daar onvruchtbaar voor moest zijn, maar is dat tegenwoordig niet langer verplicht.

## Procedure bij transvrouwen (MV,MTF)
Bij een transvrouw (man-naar-vrouwtransgender) wordt vaak gekozen voor een borstvergrotende operatie. Ook laten veel transvrouwen zich laseren om ongewenste baardgroei en andere haargroei te voorkomen. Ten slotte kan er worden gekozen om van de penis een vagina te maken; de vaginaplastiek. Deze operatie mag in Nederland gedaan worden vanaf 18 jaar.
Bij een vaginaplastiek moet negen maanden voor de operatie worden begonnen met het definitief ontharen van de huid die zal worden gebruikt. Dit is om te voorkomen dat er haren in of uit de vagina gaan groeien. De vaginaplastiek bestaat uit drie delen. Allereerst worden de testes en zwellichamen verwijderd. De eikel en zenuwen worden voor een groot deel gespaard en omgevormd tot een clitoris. Tussen de anus en urineblaas wordt een holte gemaakt, waarin de huid van de penis en een deel van de balzak naar binnen gevouwen wordt. Van de overgebleven huid van de balzak worden schaamlippen gemaakt. Vaak is later een operatie nodig om de binnenste en buitenste schaamlippen bij te werken. Het andere deel van de operatie is het verleggen en innaaien van de urinebuis. Na genezing van de wonden moet de holte levenslang geregeld opengehouden worden en opgerekt worden, dit noemt men dilateren. Indien er niet regelmatig gedilateerd wordt, kan de vagina nauwer worden of dichtgroeien. In principe is geslachtsverkeer na herstel mogelijk. Doordat de zenuwen zo goed mogelijk gespaard worden is bij ongeveer 80% van de patienten ook een orgasme mogelijk. In het algemeen ligt tevredenheid met de uitkomst van de operatie rond de 80-90%.
Bij sommige personen is de lengte van de penishuid (bijvoorbeeld door gebruik van puberteitsremmers in de eerste fase van de puberteit) niet toereikend – minder dan 6 centimeter in uitgerekte toestand – om bovenstaande techniek toe te passen. Een mogelijkheid is dan om een gedeelte van het colon te gebruiken als vagina. Deze techniek heet de colovaginoplastiek. De ingang van de vagina wordt bij deze techniek gemaakt van penishuid en wordt vervolgens aangesloten op het gedeelte van het colon dat dient als vagina. Het grootste risico van deze operatie is dat bij de uiteinden van het colon die weer op elkaar zijn aangesloten, de verbinding gaat lekken. Men dient dan opnieuw geopereerd te worden om de verbinding te herstellen. Als de pogingen mislukken kan men tijdelijk een stoma krijgen.
Bij sommige transvrouwen worden meerdere ingrepen gedaan die men ook onder esthetische plastische chirurgie zou kunnen indelen. Voorbeelden hiervan zijn aanpassingen aan kin en de adamsappel.

## Procedure bij non-binaire mensen (MX, VX,MTX,FTX)
Non-binaire mensen voelen zich man noch vrouw. Non-binaire mensen kunnen sinds 2020 bij Nederlandse genderteams steeds vaker zelf kiezen welke genderbevestigende behandelingen die tot hun beschikking staan zij wel of niet willen ondergaan.

## Medische voorwaarden
Aangezien bovenstaande operaties erg zwaar zijn en vaak risico's met zich meebrengen, heeft de arts vaak een aantal eisen. Zo mag de patiënt geen overgewicht hebben (BMI > 30) en mag de patiënt niet roken. Dit is om de kans op verstoppingen of afsterving van de bloedvaten te voorkomen. Verder zijn deze operaties in Nederland pas mogelijk na een medisch traject van gemiddeld twee jaar, waarbij eerst een diagnose wordt vastgesteld, waarna er gesprekken plaatsvinden met de psycholoog en geslachtshormonen worden gebruikt.

## Mogelijke complicaties
Gemiddeld is het risico op complicaties bij de verschillende types genderbevestigende operaties ongeveer 5.8%, maar het risico varieert met de complexiteit en omvang van de ingreep. De meest risicovolle ingreep is falloplastie.
Bij vaginoplastie en phalloplastie kunnen er complicaties optreden na de operatie. De meest voorkomende hiervan zijn incontinentie, fistels, problemen waarbij de blaas niet goed leegloopt ('dysfunctional voiding'), en stenose van de nieuw aangelegde urinebuis. Gemiddeld komen deze drie complicaties elk voor bij rond de 14-25% van deze operaties, al zijn onderzoeken hiernaar niet eenduidig. Sommige van deze complicaties trekken uit zichzelf weer weg, maar vaak zijn verdere chirurgische ingrepen nodig om het ontstane probleem weer te verhelpen. Een andere mogelijke complicatie die minder voorkomt (1,6%) is neovaginale prolaps. Ook is het mogelijk dat er bij niet of slecht uitgevoerde voorafgaande ontharingsbehandeling haargroei ontstaat in de neovagina met als gevolg de vorming van trichobezoaren.